# 저거너트 (마블 코믹스)
저거너트(영어: Juggernaut)는 마블 코믹스의 악당 캐릭터이며 본명은 케인 마르코(영어: Cain Marko)이다. 스탠 리와 잭 커비가 공동 창작하였으며 1965년 7월 엑스맨 12화에 처음 등장하였다. 케인 마르코는 샤론 자비에르와 커트 마르코 박사 사이에서 태어났다. 그의 어머니인 샤론 자비에르는 원자력 연구자였던 브라이언 자비에르와 결혼 후 그와 사별하게 된다. 그 사이에서 태어난 아들이 찰스 자비에르이며 케인은 찰스의 배다른 형이 된다. 케인은 아버지 커트 마르코의 폭력에 시달렸으며 배다른 동생 찰스 자비에르를 괴롭혔다. 케인과 찰스는 미군에 입대하여 6.25 전쟁에 참전했다가 탈영했다. 케인은 제주도의 한 동굴에서 우주적 존재이자 힘의 신인 사이토락의 힘이 깃든 커다란 진홍색 루비를 발견하였고 루비에 적힌 문구("이 보석에 손을 대는 자는 사이토락의 진홍색 보석의 힘을 얻게 될 것이다! 이제부터 이 글을 읽는 당신은 ...영원히... 인간 저거너트가… 될 것 입니다!")를 큰 소리로 읽자 마법의 힘에 의해 초월적인 힘을 얻은 저거너트가 되었다. 그와 동시에 동굴이 무너졌고 그는 산 채로 동굴에 파묻히게 된다.
저거너트는 어떠한 공격에도 버틸 수 있고 그의 헬멧은 정신 공격도 막을 수 있다.
저거너트는 엑스맨과 여러번 전투를 했으며 블랙 톰과 힘을 합치곤 했다.

## 담당 배우

### 영화
- 엑스맨: 최후의 전쟁 (2006) - 비니 존스
- 데드풀 2 (2018) - 컴퓨터 생성 이미지(CGI)